# Superliga de voleibol 2005-06
La Superliga masculina de voleibol de España 2005-06 fue el XLII torneo de la máxima categoría de liga del voleibol español, organizado por la Real Federación Española de Voleibol (RFEVB).
Se disputó entre 14 equipos por sistema de liga y un play-off final de tres rondas entre los ocho primeros clasificado en la primera fase. Así pues el ganador de la última ronda fue el Son Amar Palma resultando campeón de la competición. Los tres últimos clasificados, el GyC L'Illa Grau, el Tarragona SPiSP y el Andorra TX descendieron directamente a la Superliga 2. El CD Universidad de Granada salvó la categoría en un play-off contra el CAI Universidad de Zaragoza, segundo clasificado de la Superliga 2. Por lo tanto solo ascendió el campeón de la superliga 2, quedando la Superliga reducida a doce participantes en la siguiente temporada.

## Clasificación final
| Puesto | Nombre                      | Sede                       | Región               | 2006-2007         |
| ------ | --------------------------- | -------------------------- | -------------------- | ----------------- |
| 1º     | Son Amar Palma              | Palma de Mallorca          | Baleares             | Liga de Campeones |
| 2º     | Numancia Caja Duero         | Soria                      | Castilla y León      | Liga de Campeones |
| 3º     | Unicaja Almería             | Almería                    | Andalucía            | Top Teams         |
| 4º     | Jusán Canarias Las Palmas   | Las Palmas de Gran Canaria | Canarias             | CEV               |
| 5º     | Arona Playa de las Américas | Arona (Tenerife)           | Canarias             | CEV               |
| 6º     | J'Hayber Elche              | Elche (Alicante)           | Comunidad Valenciana |                   |
| 7º     | Reyal Voley Guadalajara     | Guadalajara                | Castilla-La Mancha   |                   |
| 8º     | Rodi Lleida                 | Lérida                     | Cataluña             |                   |
| 9º     | Compaktuna UD Vecindario    | Vecindario (Gran Canaria)  | Canarias             |                   |
| 10º    | Vigo Valery Karpin          | Vigo (Pontevedra)          | Galicia              |                   |
| 11º    | CD Universidad de Granada   | Granada                    | Andalucía            | Superliga         |
| 12º    | GyC L'Illa Grau             | Castellón                  | Comunidad Valenciana | Superliga 2       |
| 13º    | Tarragona SPiSP             | Tarragona                  | Cataluña             | Superliga 2       |
| 14º    | Andorra TX                  | Andorra la Vieja           | Andorra              | Superliga 2       |

| Predecesor: Temporada 2004-05 | Superliga masculina de voleibol de España 2005-06 | Sucesor: Temporada 2006-07 |